# Catedral de Metz
La catedral Saint-Étienne de Metz, al departament francès del Mosel·la, és l'església principal de la diòcesi de Metz. És la catedral francesa que posseeix la major superfície de vitralls (prop de 6.500 m²) i presenta les majors vidrieres gòtiques d'Europa. Amb 41 m d'alçada, la seva nau és la tercera més alta de França.